# 4795 Kihara
4795 Kihara је астероид главног астероидног појаса са средњом удаљеношћу од Сунца која износи 2,200 астрономских јединица (АЈ).
Апсолутна магнитуда астероида је 13,9.